# 3. Armee (Österreich-Ungarn)
Die k.u.k. 3. Armee war ein Großverband des österreichisch-ungarischen Heeres im Ersten Weltkrieg, der ab August 1914 in Galizien, ab September 1915 am Balkan, ab März 1916 in Südtirol und ab Ende 1916 bis Januar 1918 wieder an der Ostfront eingesetzt wurde.

## Geschichte

### Schlacht in Galizien

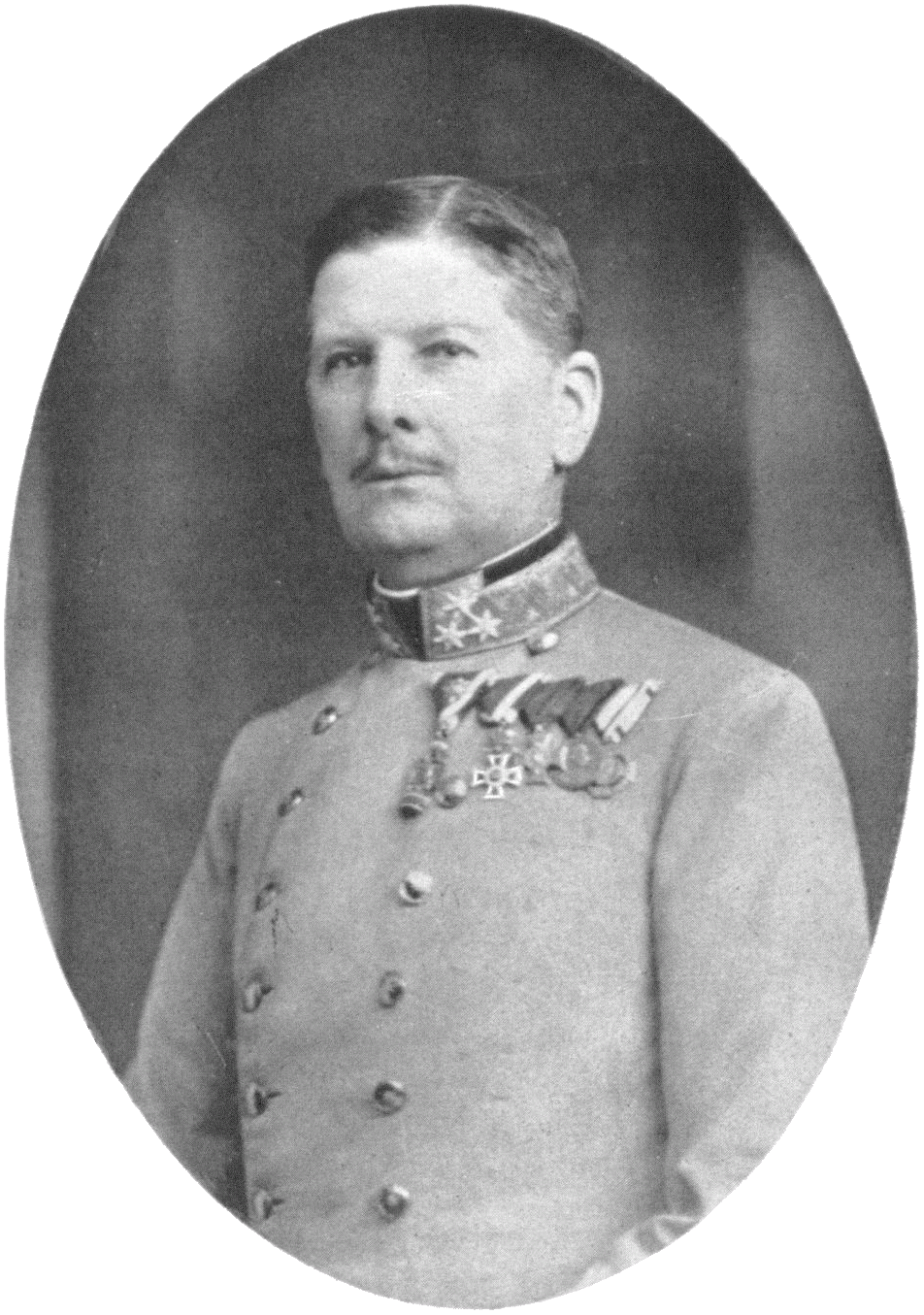
General der Kavallerie Rudolf von Brudermann

Nach der Mobilisierung gegen das russische Kaiserreich marschierten die Truppen der 3. Armee unter dem Oberbefehl des General der Kavallerie Rudolf von Brudermann in Galizien auf. Als Generalstabschef der 3. Armee wurde Generalmajor Pfeffer eingesetzt. Zusammen mit der Armeegruppe des Generals Kövess (III. und XII. Korps) war der 3. Armee die Verteidigung der ostgalizischen Grenze und der Hauptstadt Lemberg zugefallen, während die Armeen der Nordgruppe (k.u.k. 1. und 4. Armee) die Offensive in Richtung auf Lublin ausführten.
Schon am 21. August 1914 kam es im Raum Zloczow durch aufklärende Kavallerie beider Seiten an der galizischen Ostgrenze bei Jaroslawice zu einem ersten größeren Kampf. Während das XI. Korps im Raum Lemberg zurückblieb, ging das steiermärkische III. Korps (General Emil Colerus von Geldern) ab 26. August im Raum Zloczow und das siebenbürgische XII. Korps (General Hermann von Kövess) bei Pomorzany nach Osten vor. Die 3. Armee wurde bis 27. August in der Schlacht bei Przemyslany durch starke russische Vorhuten zurückgeworfen.
Die nochmals nach Osten vorgehenden Korps der Österreicher wurden von der russischen 3. Armee unter General Russki am 28. und 29. August in der Schlacht an der Gnila Lipa nochmalig schwer geschlagen. Die Hauptstadt Galiziens, Lemberg war dadurch unmittelbar bedroht.
In dieser Situation stand die k.u.k. 3. Armee mit etwa 115 Bataillonen und 376 Geschützen fast 200 russischen Bataillonen mit 685 Geschützen der russischen 3. Armee gegenüber:
- XI. Korps (Lemberg, Kdr.Gen: Desiderius Kolossváry ) – 23. und 30. Infanterie-Division
- XIV. Korps (Innsbruck, Kdr.Gen: Erzherzog Joseph Ferdinand) – 3., 8. und 44. Infanterie-Division
- 41. Infanterie-Division (FML. Johann Nikic)
- 2. Kavallerie-Division (FML. Emil Ritter von Ziegler)
- 4. Kavallerie-Division (GMj. Edmund Ritter von Zaremba)
- 11. Honved-Kavallerie-Division (GMj. Julius von Nagy)
- III. Korps (Graz, Kdr.Gen: Emil Colerus von Geldern) – 6., 22. und 28. Infanterie-Division[1]

Die bröckelnde Front der 3. Armee machte die Erfolge der 1. und 4. Armee am Nordabschnitt nutzlos. In der Schlacht von Lemberg warf die Korpsgruppe des Generals Lesch (russisches X.und XII. A.K.) die Verbände der k.u.k. 3. Armee zwischen Janow und Gródek auf die Werescyca (ein nördlicher Nebenfluss des Dnister) zurück. Die russische 3. Armee brach am 30. August mit über 100.000 Mann (XI.,IX. und X. Korps) aus dem Raum Zloczow her über Gliniany nach Westen Richtung Lemberg durch. Am 2. September musste die 3. Armee Lemberg räumen und auf eine neue Linie an der Wereszyca – Jaworow – Gródeker Teiche westlich der verlorenen Stadt zurückgehen.
Durch eintreffende Verbände der 2. Armee aus Serbien verstärkt, glaubte Generalstabschef Conrad von Hötzendorf die Krise im Gegenangriff meistern zu können, die erschöpfte 3. Armee wurde trotz zweier Niederlagen ein weiterer Angriff befohlen. Nach der Ablösung von General Bruderman hatte am 4. September General der Infanterie Svetozar Boroević den Armeebefehl erhalten. Die eingenommene Stellung an der Werescyca wurde nach Süden durch zwei Korps der 2. Armee (XII. und VII. Korps) verlängert, diese hielten den Angriffen der russischen 8. Armee zwischen Gródek und Komarno bis zum allgemeinen Rückzug noch stand. Am 7. September 1914 konnten die nach Westen vorstoßenden Russen nach erbitterten Kämpfen die Stadt Gródek erobern. Der am 8. September eingeleitete Angriff der 3. Armee an der mittleren Werescyca brach bis 10. September vollständig zusammen. Die gesamte österreichische Front in Galizien geriet in Auflösung. Am 11. September erfolgte der Rückzugzbefehl hinter den San. Die Festung Przemyśl wurde ab 16. September von der russischen 3. Armee eingeschlossen und belagert. Am 21. September gab General Boroevic den letzten östlichen Brückenkopf am San bei Jaroslau auf.
Die Aufhebung der Belagerung von Przemyśl blieb eine der wichtigsten Aufgaben der 3. Armee; in der Schlacht am San gelang diese kurzfristig, doch wurden alle Erfolge der Österreicher ab Mitte Oktober von den Russen zunichtegemacht. Bis zum 31. Oktober war der deutsche Angriff in der Schlacht an der Weichsel erfolglos geblieben, die Truppen der Mittelmächte mussten sich auf Schlesien zurückgehen. Auch die k.u.k. 2. und 3. Armee mussten in Galizien ihre verzweifelten Angriffsversuche zum San abbrechen und auf die Karpaten zurückweichen.
Am 9. November 1914 konnten die wieder vorrückenden Russen die kurz aufgehobene Belagerung von Przemyśl fortsetzen, diesmal mit der dafür neu aufgestellten 11. Armee unter General Seliwanow.
Armeegliederung am 1. November 1914
- XI. Korps, FML Stephan von Ljubičić (4., 11. und 30. I.T.D.)
- IX. Korps, FML Johann von Friedel (10. und 26. I.T.D., 5. H.K.D.)
- III. Korps, Gen. der Inf. Emil Colerus von Geldern (6., 22. und 28. I.T.D.)
- VII. Korps, Gen. der Inf. Andreas Fail-Griessler (Reste 32., 17. und 20. I.T.D.)
- Gruppe Krautwald (34. I.T.D., 201. Ldst.-Brigade, Teile 1. K.D.)

### Kampf in den Karpaten 1914–1915

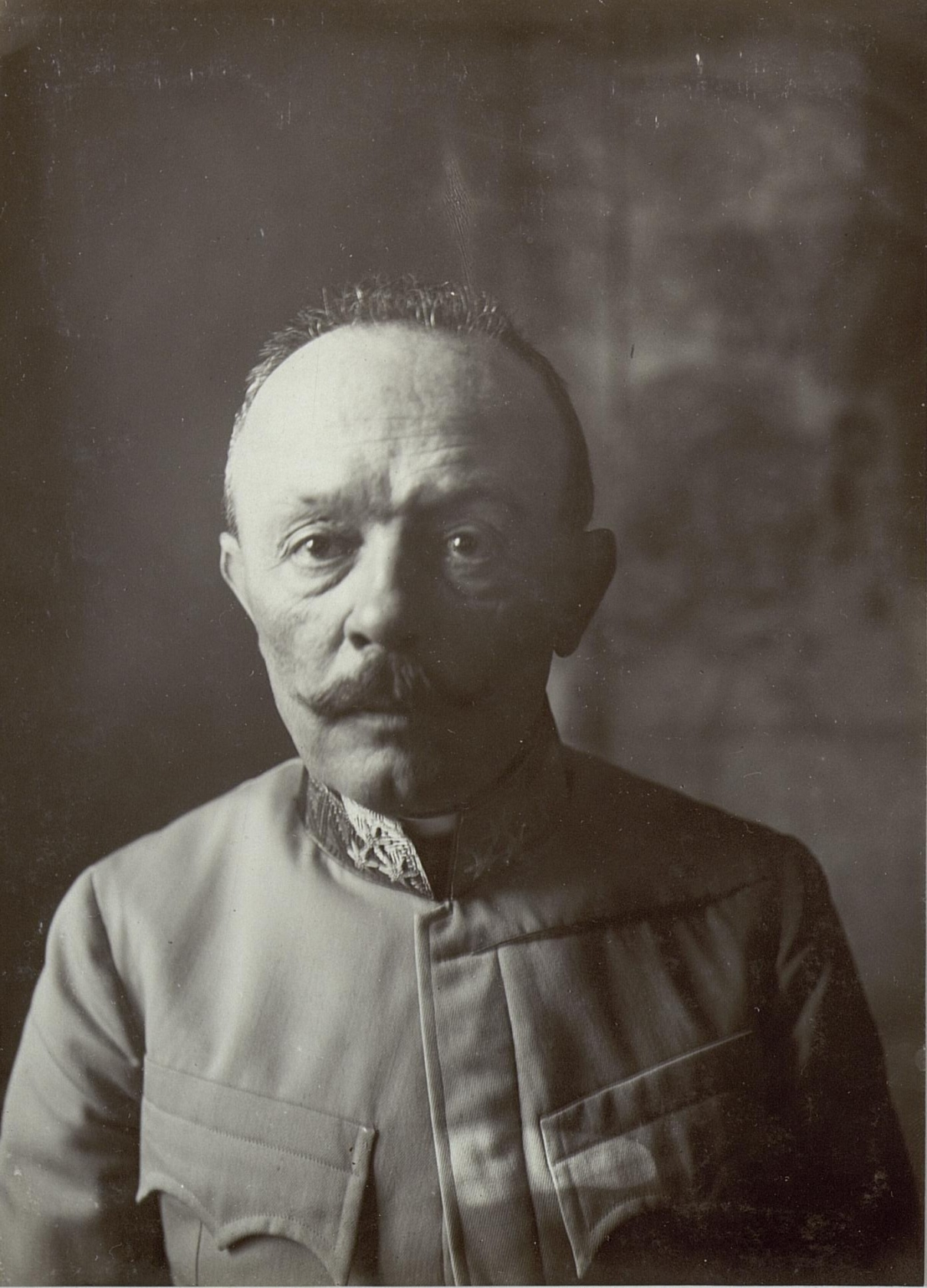
General der Infanterie Svetozar Boroevic von Bojna

Nachdem die 2. Armee aus den Karpaten herausgezogen worden war, wurde der Schutz der Karpatenübergänge zwischen Uzsoker- und Duklapass dem VII. Korps (ab Mitte November unter Erzherzog Josef August, mit der 17., 34. und 20. I.T.D.) und der Gruppe Karg (ungarische 38. Honved-Division und 3 weitere Landsturm-Brigaden) übertragen und auch diese Verbände der 3. Armee unterstellt. General Boroevic musste dem Druck der russischen russischen 8. Armee (Brussilow) bald wieder nachgeben und nach Süden auf die Linie Eperies, Laborcza-Tal-nördlich Homonna – Uschok-Pass in die Karpaten zurückweichen. Am 20. November 1914 eröffnete die russische Südwestfront unter General der Artillerie Iwanow ihren Angriff auf Krakau, strategisches Ziel war der Durchbruch nach Nordungarn. Nach Abzug des AOK 2 nach Schlesien musste die 3. Armee ihren Frontabschnitt erheblich nach Südosten verlängern um den Anschluss an die Armeegruppe des Generals Pflanzer-Baltin zu gewährleisten.
Das linke Flügelkorps der österreichischen 4. Armee wurde auf die Szreniawa zurückgedrängt. Der linke Flügel der 3. Armee (XI. Korps) konnte nicht mehr halten, dadurch entstand ab 23. November zwischen eine etwa 30 km breite Frontlücke, welche erst Anfang Dezember durch die eingeleitete österreichische Gegenoffensive bei Limanowa geschlossen werden konnte. Die 3. Armee griff mit dem linken Flügel – IX. und III. Korps vom Süden her in die Kämpfe ein und erreichte bis zum 15. Dezember die Linie Ryglice und Brzostek, im Zentrum nahm das VII. Korps Krosno, der rechte Flügel stockte – die Gruppe Krautwald stieß bei Lisko wieder auf einen überlegenen Feind. – Aus der in die Abwehr gedrängten Front in Polen und vom Dnjestr zog General Iwanow geschickt Verstärkungen für die bedrängte 3. und 8. Armee heran. Die Russen verschärften den Widerstand und gingen schon ab 20. Dezember zum Gegenangriff über. Die k.u.k. 3. Armee, die nur auf weitem Umweg über Krakau Verstärkungen erhalten konnte, wurde von der Übermacht am 28. Dezember in der Schlacht bei Jaslo geworfen und wieder auf die Karpaten zurückgeworfen.
Die Hauptbedrohung gegen die Richtung Karpaten-Ungarn war noch nicht beseitigt, da drohte auch die Versorgung der Festung Przemyśl infolge Nahrungs- und Munitionsmangels zusammenzubrechen.
Conrad von Hötzendorf plante zum Entsatz der Festung noch im Winter umfassende Offensivoperation, welche alle bis März 1915 andauernd in der Karpatenschlacht verlustreich scheiterten.
Im Januar 1915 wurde Adolf von Boog neuer Generalstabschef der 3. Armee. Seit 13. Jänner 1915 wurde das deutsche Karpatenkorps zur Verstärkung herangeführt, diese Verbände wurden als deutsche Südarmee am östlichen Abschnitt der Front zwischen der k.u.k. 3. Armee und der in Bukowina haltenden Armeegruppe Pflanzer-Baltin eingeschoben.
Erst Anfang Mai wurde infolge der Schlacht von Gorlice-Tarnow der operative Durchbruch der Mittelmächte in Galizien erzwungen, welcher auch der festgenagelten 3. Armee ihre Bewegungsfreiheit zurückgab. Die k.u.k. 3. Armee (Svetozar Boroević) beteiligte sich nach dem Durchbruch am südlichen Flügel in den Beskiden zwischen Duklapass und Sztropko mit 10. Divisionen und 2. Kavalleriedivisionen:
- X. Korps FML Hugo Martiny (2., der 21. und der 24. Division)
- III. Korps FML Joseph Krautwald von Annau (22., 28. und 26. Division)
- XVII. Korps FML Karl Křitek (11. und 45. Division, 4. Kavalleriedivision)
- VII. Korps (FML Erzherzog Josef August) (17. und 20. Division, 1. Kavalleriedivision).

Das Korpskommando VII wurde bereits im Juni 1915 an die Isonzofront verlegt.

### Serbienfeldzug 1915

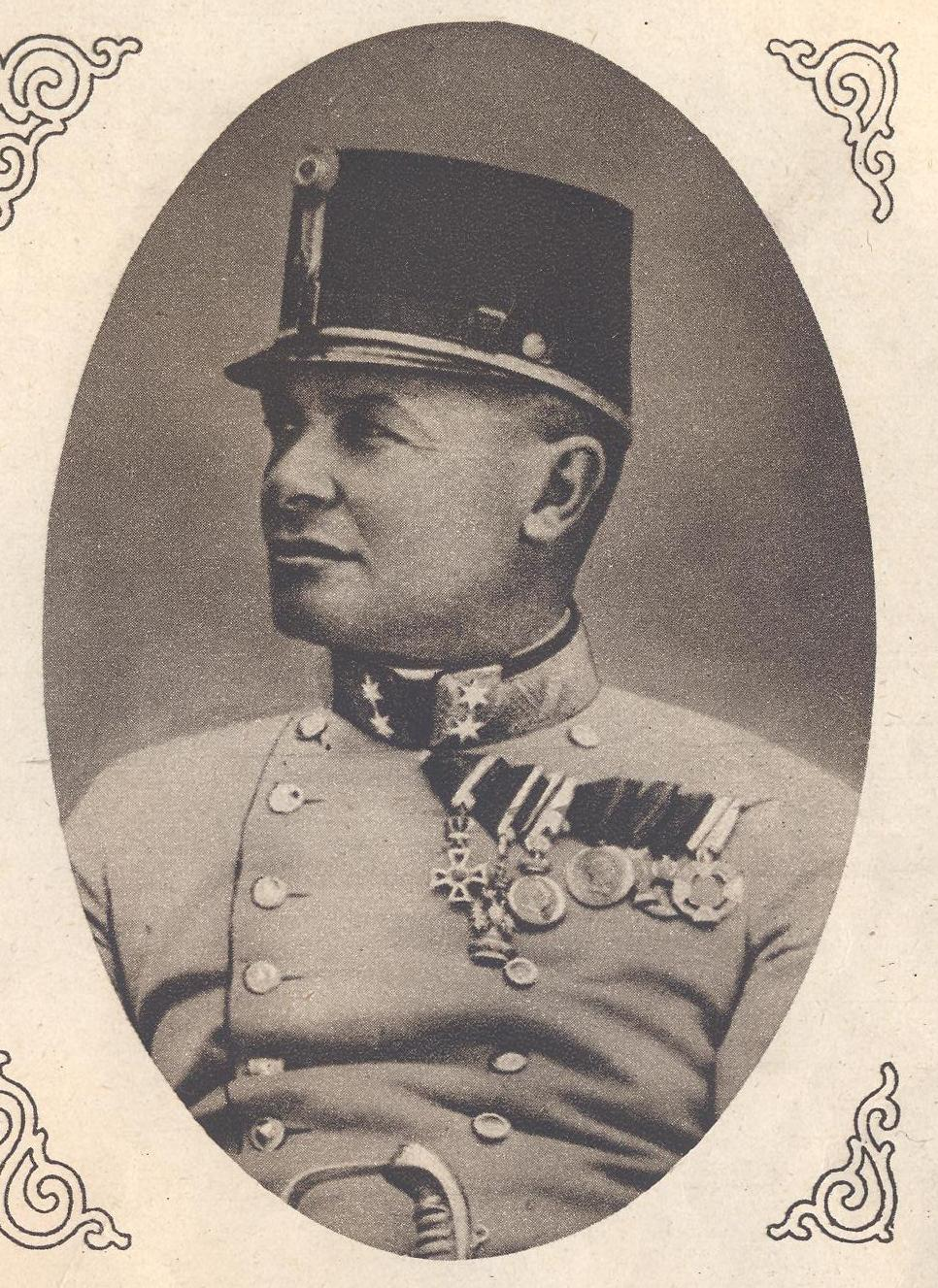
Hermann Kövess von Kövessháza, 1915

Am 28. September 1915 wurde General Hermann Kövess zum Kommandanten der neu organisierten k.u.k. 3. Armee ernannt. Die 3. Armee bildete beim Serbienfeldzug im Oktober 1915 den rechten Flügel der zur Offensive übergehenden Mittelmächte und marschierte im Raum nördlich der Donau zwischen Mitrowitza und Belgrad auf, sie setzte sich wie folgt zusammen:
VIII. Korps unter Feldzeugmeister von Scheuchenstuel
- 57. Infanteriedivision (FML Goiginger) (2. und 6. Gebirgs-Brigade)
- 59. Infanteriedivision (FML Snjaric) (9. und 18. Gebirgs-Brigade)

Deutsches XXII. Reserve-Korps unter General der Kavallerie von Falkenhayn
- 26. Division – Generalleutnant von Urach
- 43. Reserve-Division – Generalmajor von Runckel
- 44. Reserve-Division – Generalleutnant von Dorrer

Dem k.u.k Armeekommando 3 stand für ihren Angriff auf Belgrad und den nötigen Übergang über die Donau auch die Donauflottille mit sechs Monitoren zur Verfügung. Die serbische Hauptstadt fiel bis zum Ende des Oktobers in die Hände der Mittelmächte. Schwieriger gestaltete sich der gleichzeitige Angriff der taktisch unterstellten Westgruppe (Armeegruppe Sarkotić) am Drina-Abschnitt.
Am 20. Oktober folgte die Einnahme von Šabac, der Erfolg bildete den Abschluss der Eroberung der Mačva. Am 22. Oktober war die 3. Armee mit ihrem rechten Flügel auf Lazarevac herangerückt, die Mitte stand 15 Kilometer vor Arangjelovac und der linke Flügel stand etwa 10 km nördlich von Kovačevac. Am 25. Oktober zog österreichisch-ungarische Kavallerie in dem von den Serben fast kampflos geräumten Verkehrsknoten Valjevo ein.
Am 29. Oktober nahm die deutsche 43. Reserve-Division die Höhen östlich des Rudnik-Passes. Das VIII. Korps drängte die serbischen Stellungen an der oberen Roca zurück, starke serbische Gegenstöße warfen den rechten Flügel der 59. Division zurück, die deutschen Truppen befanden sich im Vordringen auf Kragujevac, wo die Verbindung zu der verbündeten bulgarischen 1. Armee hergestellt wurde. Am 17. November drang die 18. Gebirgs-Brigade im Raum östlich von Kosutica weiter vor, die Masse der 57. Division erreichte das Topicatal und holte die serbische Nachhut bei Lukovo ein. Am 22. November durchdrang en Teile der 62. Division die serbische Sicherung südlich von Goražde, am 24. November wurde der Ibar bei Ribaric und damit die Grenze Montenegros erreicht.
Die 3. Armee begann am 15. Dezember 1915 mit etwa 101.000 Mann und 1.170 Reiter eine zweite Angriffsphase im Feldzug gegen Montenegro. Gegen die Nord- und Ostfront hatte das k.u.k. VIII. Armeekorps (Scheuchenstuel) anzugreifen, in drei Kolonnen aus der Linie Novi Pazar-Priština-Prizren angesetzt, wurde auch der serbische Rückzug über Podgorica auf Skutari erzwungen. Am rechten Flügel war die 62. Division im Vorgehen gegen den Tara-Abschnitt, die 57. Division verfolgte die Serben über Priština, in der Mitte wurde die 53. (Generalmajor Pongrácz) und 59. Division auf Berane und Ipek angesetzt. Der Vormarsch erfolgte nach Raska, die 53. Division stieß bei Ivenjica vor, die 57. Division kämpfte westlich von Rozaj gegen die Montenegriner, die 59. Division drang mit der 9. Gebirgs-Brigade auf Ipek. Die 62. Division ging gegen die Höhen von Plevlje vor.
Bis zum 15. Januar war die Besetzung von Montenegro im engen Zusammenwirken mit dem an der Adriaküste operierenden XIX. Korps (Trollmann) abgeschlossen.

### Einsatz in Südtirol 1916
Im März 1916 wurde das Armeekommando 3 für die geplante Südtiroloffensive nach Südtirol verlegt und der Südwestfront unter dem Kommando von Generaloberst Erzherzog Eugen unterstellt. Die 3. Armee hatte den linken Flügel der 11. Armee, welche den Hauptangriff über die Hochfläche von Folgaria führte mit dem Angriff im Suganertal in Richtung auf Borgo zu unterstützen. Die Armee verfügte über 89 ½ Bataillone und 43 Batterien (245 Geschütze) in einer Kampfstärke von etwa 72.000 Mann.
- XVII. Korps unter General Karl Křitek (18. Division, 2. und 8. Gebirgs-Brigade, sowie 181. Infanterie-Brigade)
- I. Korps unter General Karl von Kirchbach (10. und 34. Infanterie-Division, sowie 43. Schützendivision)
- XXI. Korps unter General Kasimir von Lütgendorf (Kaiserschützen-Division und 44. Schützendivision)

Nur das XVII. Korps mit der 18. und 48. Division (zusammen 26 Bataillone) griff ab 20. Mai wirkungsvoll in die Kämpfe ein. Allerdings wurde die 18. Division bereits zuvor im Valsugana eingesetzt und die 48. Division war ebenfalls schon in die Angriffsoperationen eingebunden worden. Nach Teilerfolgen rannte die Offensive am Widerstand der italienischen 1. Armee unter General Conte Pecori-Giraldi fest.

### Zweitmalig an der Ostfront 1917/8

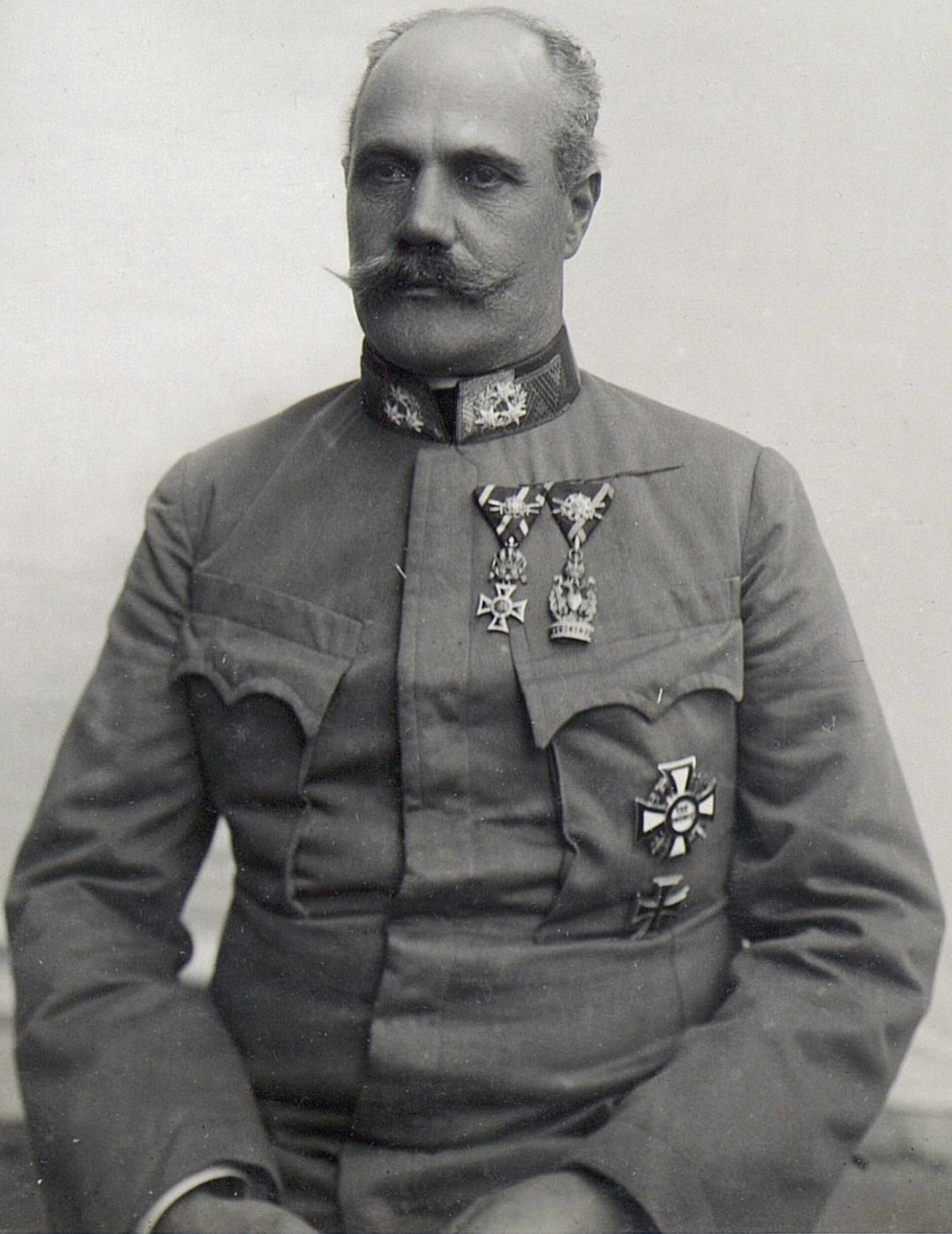
Karl Kritek

Ende Juli 1916 wurde das Armeekommando 3 infolge der Brussilow-Offensive für neue Aufgaben erneut an die Ostfront abtransportiert und zwischen der deutschen Südarmee und der k.u.k. 7. Armee an der Strypa-Front eingeschoben. Nach der im Juli 1917 erfolgten Tarnopol-Offensive der Armeegruppe Winckler bei Zborow, konnte auch die k.u.k. 3. Armee im Anschluss an die deutsche Südarmee in der Bukowina vordringen. Die dabei unterstellten Korpsgruppen waren:
- Gruppe Litzmann (GenKdo. XXXX.R.K.) mit 16. und 75. Reserve-Division, 83. Infanterie-Division
- XXVI. Korps unter FML Hadfy (später Csanady von Bekes) (5. und 15. Division)
- XIII. Korps unter FML Schenk (36. und 42. Divisionen)
- Gruppe Sallagar (2. Kavallerie-Division, 16. Division)

Am 3. August 1917 gelang im Zusammenwirken der 5., 36. und 42. Division die Wiedereinnahme von Czernowitz. Die unterstellten Einheiten der Armee wurden im Januar 1918 mit der 7. Armee zusammengelegt und das Armeeoberkommando 3 aufgelöst.

## Oberbefehlshaber
- General der Kavallerie Rudolf von Brudermann (August 1914 – 3. September 1914)
- General der Infanterie Svetozar Boroević von Bojna (4. September 1914 – 25. Mai 1915)
- Feldzeugmeister Paul Puhallo von Brlog (25. Mai 1915 – 10. Juni 1915)
- General der Kavallerie Karl Tersztyánszky von Nádas (7. September 1915 – 27. September 1915)
- Generaloberst Hermann Kövess von Kövessháza (28. September 1915 – 20. Oktober 1916)
- Generaloberst Karl von Kirchbach auf Lauterbach (20. Oktober 1916 – 5. März 1917)
- Generaloberst Karl Tersztyánszky von Nádas (5. März 1917 – 12. Juli 1917)
- Generaloberst Karl Křitek (12. Juli 1917 – 12. Januar 1918)